# 飛行場設定隊
飛行場設定隊（ひこうじょうせっていたい）とは、大日本帝国陸軍の部隊編制の一つで、戦時における飛行場の建設や修復工事を任務とした部隊である。主に太平洋戦争中に編成された。作業の機械化も試みられたが、工業力の低さから大きな成果は得られなかった。

## 沿革

### 太平洋戦争初期まで
太平洋戦争前の日本陸軍は、飛行場設定隊のような戦時の飛行場建設部隊をあまり重視してはいなかった。軍施設の建築が陸軍省経理局の所管だったことから、前線では各師団の経理部が現地雇用した作業員によって工事を行えばよいと考えていた。戦時において飛行場の建設にあたる専門部隊を有事の際に臨時に動員することも、昭和初めから一応は検討していたものの、人力主体の小規模な部隊であった。こうした傾向は、日本陸軍がソビエト連邦を仮想敵としており、主戦場と目した満州は地形が平坦かつ労働力の調達も容易なため、飛行場建設が特に困難な活動とは想定されなかったからだと言われる。対ソ戦ならば戦闘の推移も単純と予想され、急速な建設も求められなかったという。
1937年（昭和12年）7月に、飛行場設備の整備は陸軍航空本部の所管に変わった。同年に日中戦争が勃発すると、11月には第1-第3野戦飛行場設定隊が初めて臨時動員された。これは軍人100名程度と現地作業員から成る人力部隊だった。同じころ、航空本部は『飛行場設備教育規定』というマニュアルを作成している。
太平洋戦争初期にも、同様の人力主体の飛行場設定隊が動員されて活動した。一部では、鹵獲された連合国軍側の土木機械も利用された。

### 機械化設定隊の編成
1942年（昭和17年）8月以降、太平洋戦争中期に入ってソロモン諸島の戦いが激化すると、制空権確保のために飛行場の急速整備が重視されるようになり、飛行場設定隊も急速に拡大が進められた。東條英機首相の「アメリカ軍は1週間で飛行場を整備してしまうから、日本は3日で整備できるよう研究せよ」との掛け声をきっかけに、工事中の陸軍柏飛行場を舞台にした研究が始まった。鉄道省や農林省、東京都なども土木機械を提供し、軍官民の共同研究が2カ月に渡り実施された。その結果、機械化が不可欠であるとの判定がなされ、同年11月下旬には、伐開機などを追加装備した最初の機械化された飛行場設定隊、第11野戦飛行場設定隊が編成された。人員・機材とも従来より大幅に強化した飛行場設定隊の編制も考案され、計10個の機械化設定隊の動員が着手されている。
1943年（昭和18年）2月、飛行場設定技術の研究と人員の訓練を目的とした専門機関として、陸軍飛行場設定練習部が豊橋に置かれた。同年7月には、航空総監部の名で『野戦飛行場設定の参考』と題する新しいマニュアルが作成・配布されている。
同年9月には、さらに16個の半機械化された設定隊が追加された。同時に、飛行場設定隊の増設に対応した指揮管理組織の増強も行われることになり、野戦飛行場設定司令部が新種の部隊として編成され、戦地の軍へと編入されるようになった。
その後も、絶対国防圏構想に合わせた航空基地整備のため、飛行場設定隊の増設は進められ、翌1944年（昭和19年）には40隊（機械化15隊・半機械化30隊・人力5隊）もの動員が計画された。実際に同年3月23日に、軍令陸甲第33号にもとづき飛行場設定司令部3個・飛行場設定隊38隊（うち機械化9隊）が臨時編成された。戦史叢書によれば、同月にはさらに6個の飛行場設定隊が編成されているという。
太平洋戦争後期になると、人員・機材も尽き果てた中で、人力作業によって建設作業を行う飛行場設定隊が多数現地編成された。

## 編制
野戦飛行場設定隊の基本編制は、甲乙丙の3種があった。甲編制は最も優良な機械化部隊で、人員定数は約700人、ブルドーザーなどの建設重機などを装備して部隊単独での作業能力があった。乙編制は半機械化された部隊で、人員は技術者中心の150人前後しかなく、現地部隊の協力を得て作業する必要があった。丙編制は人力部隊で、人員定数も少数しかなく、作業員は高砂義勇隊や現地で雇用した軍属などに頼るものだった。日中戦争期など初期の編制例や、第16軍などで現地編成された臨時野戦飛行場設定隊、フィリピン向けの特設野戦飛行場設定隊と呼ばれる編制は、いずれも丙編制に類する。
甲編制の実験的な例として、第11野戦飛行場設定隊の場合、伐開機1両・伐掃機2両・ダンプカー1両を人力作業具に加えていた。1942年末にまとめられた編制案では、人員定数530人に対し、8t転圧機2-4台・ローラー4台・牽引式グレーダー2-4台・牽引車6-8両・動力シャベル4台・削岩機1基・農業用抜根機2-4台・伐採機2-4両・トラック20両・ダンプカー20両という多数の建設機材が装備されることになっていた。実際には、大幅に少ない数しか配備できなかった。
乙編制では、定数149人または175人。人員149人の場合、機械類は牽引車2両・トラック15両・転圧機2台、人力作業具はシャベル（円匙）90本・ツルハシ（十字鍬）250本などが定数となっている。一例として、1944年4月23日に動員下令（軍令陸甲第33号）された第125野戦飛行場設定隊（通称号：威15839部隊）の場合、大尉を部隊長に人員175人（士官11人・准士官1人・下士官35人・ほか兵）から成っていた。作業車両は牽引車1両とトラック13両を有した。同隊は一般作業員としては現地人を1000-2000人雇用する予定で、宣撫用資材として米や塩、布地などを多数持っていたほか、隊付きの軍医も医療サービスによる宣撫に従事するものとされていた。
丙編制の類として、日中戦争期の部隊では定数約100人。作業具はシャベル900本・ツルハシ90本・転圧機数台を有した。

## 実戦と評価
日中戦争中のものなど人力主体で小規模な初期の編制では、そもそもあまり高い能力は期待できなかった。
機械化設定隊も、期待されたほどの成果は上げられなかった。例えば、最初の機械化部隊である第11野戦飛行場設定隊は、ラバウルの飛行場増設に投入されたが、共同作業をした歩兵1500人による人力作業の方が効果的だったと評された。伐開機は椰子林には歯が立たず、同じく伐採作業に投入された現地所在の戦車ともども、目立った働きは無かった。その他の部隊も、程度の差はあるものの、一般に不調だった。
機械化設定隊が効果的でなかった主たる原因としては、装備した建設機械の性能不足と信頼性の低さが挙げられる。戦前の日本では、雇用対策のために土木作業の機械化はあえて回避されてきたため、建設機械の製造・運用経験が乏しかった。鹵獲機材などをあわてて模倣しても、材質の悪さや熱帯の過酷な気候も重なって、故障が頻発することになった。熟練した操作員がいないことも、無理な運用で故障を増やすことにつながった。